# Битицька сільська рада
Би́тицька сільська́ ра́да — колишній орган місцевого самоврядування в Сумському районі Сумської області. Адміністративний центр — село Битиця.

## Загальні відомості
- Населення ради: 1 023 осіб (станом на 2001 рік)

## Населені пункти
Сільській раді були підпорядковані населені пункти:
- с. Битиця
- с. Вакалівщина
- с. Зелений Гай
- с. Микільське
- с. Пушкарівка

## Склад ради
Рада складалася з 12 депутатів та голови.
- Голова ради: Цаплієнко Юрій Вікторович

### Керівний склад попередніх скликань
| Прізвище, ім'я, по батькові | Основні відомості                                                                                          | Дата обрання | Дата звільнення |
| --------------------------- | --- | ------------ | --------------- |
| Протас Іван Вікторович      | Сільський голова, 1962 року народження, освіта вища, член Партії національно-економічного розвитку України | 26.03.2006   | 25.11.2015      |
| Цаплієнко Юрій Вікторович   | Сільський голова, освіта вища, безпартійний                                                                | 25.11.2015   |                 |

Примітка: таблиця складена за даними сайту Верховної Ради України